# Eremomyces
Eremomyces är ett släkte av svampar. Eremomyces ingår i familjen Eremomycetaceae, klassen Dothideomycetes, divisionen sporsäcksvampar och riket svampar.
|            | Arthrographis                            |
|            |                                          |
| Eremomyces | \| \| Eremomyces bilateralis \| \| \| \| |
|            | \| \| Eremomyces bilateralis \| \| \| \| |
|            | Rhexothecium                             |
|            |                                          |
|            | Eremomyces bilateralis                   |
|            |                                          |

|  | Eremomyces bilateralis |
|  |                        |